# Johan Georg Huber
Johan Georg Huber (3 settembre 1820 – 25 marzo 1886) è stato un presbitero svedese.

## Biografia
Padre Johan Georg Huber nacque il 3 settembre 1820
Il 1º settembre 1874 papa Pio IX lo nominò vicario apostolico di Svezia senza dignità episcopale. All'epoca vi era una comunità di appena mille fedeli, in gran parte stranieri.
Nel 1876 presiedette le esequie della regina madre Giuseppina nel Palazzo Reale di Stoccolma alla presenza della famiglia reale. Portò in Svezia due gesuiti e pubblicò un nuovo libro di preghiere contenente, tra le altre, una litania al Sacro Cuore di Gesù. Nel 1881 fondò una nuova parrocchia a Gävle.
Morì il 25 marzo 1886 all'età di 65 anni.